# Patrick Mboma
Henri Patrick Mboma Dem (även M'Boma), född 15 november 1970 i Douala, är en kamerunsk före detta professionell fotbollsspelare.

## Karriär
Patrick Mboma var med i såväl VM 1998 som 2002. I det senare mästerskapet gjorde han ett mål mot Irland. Det blev dock en besvikelse för Kamerun, då de åkte ut i gruppspelet. Han gjorde även ett mål mot Chile 1998. Matchen slutade 1–1, och Kamerun blev utslagna i gruppspelet. Mboma slutade i landslaget i början av 2004 då Kamerun blev utslagna av Nigeria i kvartsfinalen av Afrikanska mästerskapet.
På klubblagsnivå spelade Mboma bland annat för Paris Saint-Germain FC i Ligue 1 samt för Cagliari och Parma FC i Serie A. Han spelade även tre säsonger i Japan för Gamba Osaka, Tokyo Verdy och Vissel Kobe.
Mbomas främsta meriter som fotbollsspelare inbegriper ett OS-guld med Kamerun år 2000, samt två raka segrar i Afrikanska mästerskapet år 2000 och 2002.
Under den senare delen av sin landslagskarriär utgjorde Mboma en framgångsrik anfallsduo tillsammans med Samuel Eto'o.
År 2000 tilldelades han priset som årets fotbollsspelare i Afrika.

## Spelstil
Patrick Mboma var känd som en kraftig center som var stark inne i straffområdet och en duktig bollmottagare. Han var huvudsakligen vänsterfotad.